# .461 gibbs

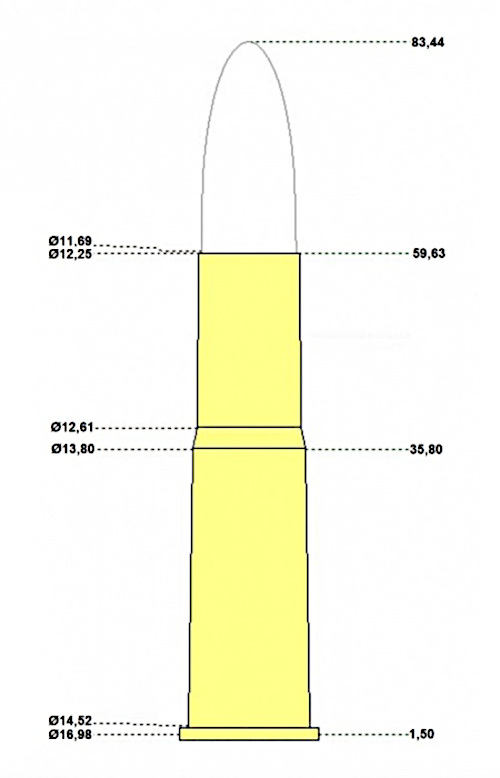
Esquema con medidas características del cartucho.

El .461 No. 1 Gibbs y el .461 No. 2 Gibbs son dos cartuchos metálicos obsoletos desarrollados Gran Bretaña durante el siglo XIX.

## Diseño
Tanto el .461 No. 1 Gibbs como el .461 No. 2 Gibbs son cartuchos de rifle de fuego central con cuello de botella y borde diseñados para usar con pólvora negra . Ambos cartuchos se ofrecieron con dos cargas, considerándose ambos cartuchos como "Express" cuando son cargados con la opción más ligera.   

### .461 Nº 1 Gibbs
El .461 No 1 Gibbs, también conocido como .461 No 1 Gibbs2 11⁄32 pulgadas, en su carga "Express" dispara un proyectil de 360 granos con una carga de 90 granos de pólvora. 

### .461 Nº 2 Gibbs
El .461 No 2 Gibbs, también conocido como .461 No 2 Gibbs2 3⁄4 pulgadas, se basó en la caja del cartucho No. 1 con un cuello alargado, el cual dispara tanto un proyectil de 360 granos como uno de 570 granos, con una carga de 90 granos de pólvora. 

## Historia
Ambos cartuchos fueron desarrollados por el fabricante de armas de Bristol George Gibbs para su uso en sus rifles de un solo tiro Gibbs-Farquharson-Metford construidos sobre la acción de bloque descendente Farquharson, aunque Gibbs también construyó rifles dobles con cañones Metford que alojan estos cartuchos. El .461 No 1 Gibbs se diseñó alrededor de 1879–80, mientras que el .461 No 2 Gibbs se diseñó alrededor de 1890.     
Posteriormente, ambos cartuchos se cargaron con cargas leves de cordita sin humo, cuidadosamente equilibradas para replicar la balística de las versiones originales de pólvora negra, para convertirse en el .461 No 1 Gibbs Nitro para Black y el .461 No 2 Gibbs Nitro para Black, pero a diferencia de otros cartuchos de pólvora negra similares de su época, ninguno se convirtió en cartuchos Nitro Express . 

## Usar
Tanto el .461 No 1 Gibbs como el .461 No 2 Gibbs fueron diseñados como cartuchos de rifle de competición para tiro al blanco de largo alcance, aunque ambos cartuchos ganaron popularidad como cartuchos de caza.   
Frederick Selous usó extensamente en África un rifle Gibbs-Farquharson-Metford con recámara para el .461 No 1 Gibbs, para la caza de animales grandes como elefantes, leones, jirafas, búfalos, hipopótamos, rinocerontes, cebras y numerosas especies de antílopes.  
Frederick Vaughan Kirby cazó extensamente en el sur de África con varios rifles Gibbs .461, incluido al menos un rifle Gibbs-Farquharson-Metford con recámara en .461 No 1 Gibbs y un rifle doble Gibbs-Metford con recámara en .461 No 2 Gibbs regulado para el 570 gr cargando. Con estos rifles, cazó rinocerontes, búfalos, hipopótamos, leones, leopardos y varios antílopes, y afirmó que el .461 Gibbs era "quizás un arma tan perfecta para cazar leones como uno pueda desear". Kirby también disparó a elefantes con estos rifles, aunque los elefantes declarados solo deben matarse con rifles de pequeño calibre en circunstancias especiales.  